# Vlha běločelá
Vlha běločelá (Merops bullockoides) je pták z čeledi vlhovitých.

## Popis
Dorůstá 23 cm, svrchu je zelená, spodinu těla má skořicově hnědou, čelo bílé a hrdlo jasně červené. Přes oko se jí táhne výrazný černý pruh.

## Výskyt
Žije v savanách na rozsáhlém území subsaharské Afriky.

## Biologie
Živí se převážně včelami, ale i jiným létajícím hmyzem. Hnízdí i ve více než 500členných hejnech.